# Авакян, Роберт Петросович
Ро́берт Петро́сович Авакя́н (18 июля 1932 — 14 июня 2002) — советский живописец, график и скульптор. Член Союза художников СССР (1968). Лауреат Государственной премии Узбекской ССР им. Хамзы (1983).

## Биография
Родился 18 июля 1932 года в городе Орджоникидзе (ныне Владикавказ) в семье служащего. Начальное художественное образование получил в городской художественной школе имени А. С. Пушкина. В 1957 году окончил художественно-педагогическое училище города Орджоникидзе и работал преподавателем черчения и рисования в средней художественной школе села Чермен.
С 1958 по 1964 годы учился в Ленинградском государственном институте живописи, скульптуры и архитектуры им. И. Е. Репина (Санкт-Петербургский государственный академический институт живописи, скульптуры и архитектуры имени И. Е. Репина) на отделении живописи. Одним из его преподавателей был Иосиф Александрович Серебряный.
После окончания института по распределению направлен в город Коканд, Узбекистан. С 1964 года преподает в Кокандском государственном педагогическом институте. Участвует в городских, республиканских и всесоюзных выставках. С 1965 по 1971 годы является членом областного Художественного совета города Коканда. За создание памятника борцам революции в 1966 награждён грамотой Кокандского городского комитета.

Роберт Авакян. «Икар».
Дворец Авиастроителей. 1980

В 1968 году принят в члены Союза художников СССР.
С 1969 по 1971 годы преподает в Кокандском художественно-педагогическом училище.
В 1972 году вместе с семьей переезжает в город Ташкент. Работает на Комбинате скульптуры и монументального искусства художественного фонда и на экспериментальном комбинате Министерства культуры Узбекистана. Создает ряд монументальных работ. Активно участвует в республиканских и всесоюзных выставках, а также принимает участие в международных конкурсах скульптуры.
В 1986 году становится Лауреатом Государственной премии Узбекской ССР имени Хамзы за создание монументальной скульптуры «Икар».
В 1988 году принимает участие в Первом Всесоюзном симпозиуме скульптуры в камне, который прошел в Ашхабаде.
С 1991 года — Член Академии художеств Узбекистана.
1988−2002 годы — активная работа над созданием монументальных произведений в городах: Ташкент, Бухара, Нукус, Янгибазар.
Умер 14 июня 2002 года. Похоронен в Ташкенте на Городском кладбище № 1 (территория так называемого «коммунистического кладбища»).
Несмотря на то, что по образованию он был художником-живописцем, его талант ярко проявился в создании графических работ, а наибольшую известность Роберт Авакян получил как скульптор и создатель монументальных композиций.

## Выставки
- Роберт Авакян. Юбилейная выставка. Центральный выставочный зал Академии художеств Узбекистана, 2002
- Выставка к 90-летию со дня рождения Роберта Авакяна. Галерея изобразительного искусства Узбекистана, 15 сентября 2022 года